# Wulfwig
Wulfwig (latinisé en Wulfinus) est un prélat anglo-saxon mort en 1067 à Winchester. Il est évêque de Dorchester de 1052 à sa mort.

## Biographie
Wulfwig est cité comme chancelier royal dans un décret de 1045 dont l'authenticité est douteuse. Il aurait succédé en 1053 à l'évêque Ulf à la tête du vaste évêché de Dorchester, sans doute à la suite de la destitution de son prédécesseur. Selon Freeman. Le passage de la Chronique anglo-saxonne dénote une certaine réprobation à l'encontre de la nomination de Wulfwig, mais n'évoque aucune opposition. Wulfwig avait apparemment les mêmes scrupules que l’archevêque Stigand concernant la légitimité d'une intronisation, car il n'hésita pas à se rendre en France pour y être consacré,,. On pense que sa nomination marque un déclin momentané de l'influence normande : il fut le dernier représentant des évêques anglo-saxons de Dorchester, puisque sa mort coïncide avec le transfert des dignités ecclésiastiques aux prélats normands.
Wulfwig est mort à Winchester en 1067, et fut inhumé dans la cathédrale de Dorchester,. Son testament nous est parvenu intact, et on y trouve mention d'un grand nombre de témoins, à commencer par le roi Guillaume le Conquérant.